# Уркуш
Урку́ш (тат. Өркеш) — село в Кукморском районе Республики Татарстан, административный центр Уркушского сельского поселения.

## География
Село находится в верховье реки Баш Арбаши, в 24 км к югу от районного центра, города Кукмора.

## История
В «Списке населенных мест по сведениям 1859 года», изданном в 1866 году, населённый пункт упомянут как казённая деревня Уркуш 2-го стана Мамадышского уезда Казанской губернии. Располагалась при речке Чутьчуле, между Казанским почтовым и Кукморским торговым трактами, в 54 верстах от уездного города Мамадыша и в 21 версте от становой квартиры в казённой деревне Ахманова (Ишкеево). В деревне в 70 дворах жили 489 человек (235 мужчин и 254 женщины). Была мечеть.

## Экономика
Жители занимаются полеводством, молочным скотоводством, картофелеводством, работают преимущественно в крестьянских (фермерских) хозяйствах.

## Социальные объекты
Начальная школа, детский сад, клуб.

## Религиозные объекты
Мечеть «Нур» (с 2016 года), медресе «Фэниябикэ» (с 2001 года).